# Lilongué (distrito)
Lilongué ou Lilongwe é um distrito do Maláui localizado na Região Central. Sua capital é a cidade de Lilongué.